# Wiggersův diagram

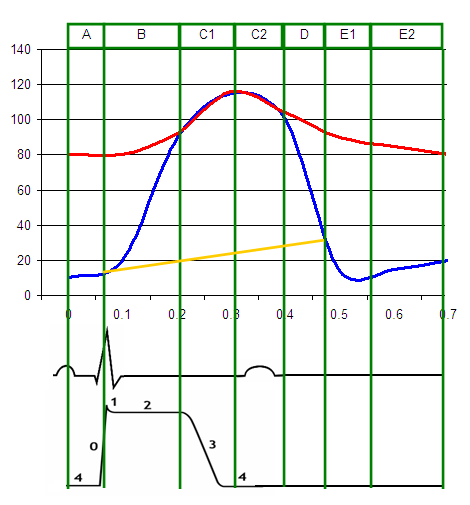
Wiggersův diagram:
červená = tlak v aortě
modrá = tlak v komoře
žlutá = tlak v levé předsíni
EKG

Wiggersův diagram je grafické zobrazení časového průběhu důležitých měřitelných veličin fungování lidského srdce.

## Popis
Pod sebou jsou zobrazeny tři důležité hodnoty tlaku (v milimetrech rtuti, červeně v aortě, modře v levé komoře a žlutě v levé předsíni), pod nimi průběh elektrických potenciálů (EKG) a dole průběh depolarizace membrány, tak zvané plató, během něhož membrána nepřijímá další impulzy. V diagramu mohou být vyneseny i další signály, například zvukové (ozvy) nebo tepenné proudění.
Na vodorovné ose je vynesen čas jednoho srdečního cyklu (v sekundách), který je rozdělen na sedm fází:
|    | Fáze                                        | EKG    | Ozvy        | Aortální chlopeň | Mitrální chlopeň |
| A  | Předsíňová systola                          | vlna P | O 4*        | zavřená          | otevřená         |
| B  | Komorová systola – isovolumická kontrakce   | QRS    | O 1 ("lub") | zavřená          | zavřená          |
| C1 | Komorová systola – ejekce 1                 | -      |             | otevřená         | zavřená          |
| C2 | Komorová systola – ejekce 2                 | vlna T |             | otevřená         | zavřená          |
| D  | Předsíňová diastola – isovolumická relaxace | -      | O 2 ("dub") | zavřená          | zavřená          |
| E1 | Komorová diastola – plnicí fáze 1           | -      | O 3*        | zavřená          | otevřená         |
| E2 | Komorová diastola – plnicí fáze 2           | -      |             | zavřená          | otevřená         |

- Ozvy 3 a 4 souvisejí s onemocněními a běžně nejsou slyšet.